# Przekątna

Jedna z przekątnych sześcianu (A′C) oraz jednej z jego ścian (B′D′)

Przekątna, dawniej przekątnia – pojęcie geometryczne o dwóch znaczeniach:
- w geometrii płaskiej (planimetrii): odcinek łączący dwa wierzchołki wielokąta nieleżące na jednym boku tego wielokąta,
- w geometrii trójwymiarowej (stereometrii): odcinek łączący dwa wierzchołki wielościanu nieleżące na jednej ścianie tego wielościanu.

## Kombinatoryka przekątnych
Liczba przekątnych w {\displaystyle n}-kącie (czyli wielokącie o {\displaystyle n} wierzchołkach) wynosi
{\displaystyle p={\frac {n(n-3)}{2}}.}
Liczba sposobów, na które n-kąt wypukły może być podzielony nieprzecinającymi się oprócz końców przekątnymi na trójkąty to {\displaystyle C_{n-2}} (za pomocą {\displaystyle n-3} przekątnych), gdzie {\displaystyle C_{n}} to {\displaystyle n}-ta liczba Catalana.
Liczba rozłącznych obszarów na które przekątne dzielą {\displaystyle n}-kąt wypukły (o ile żadne trzy nie przecinają się w jednym punkcie w jego wnętrzu):
{\displaystyle N={n \choose 4}+{n-1 \choose 2}={\frac {1}{24}}(n-1)(n-2)(n^{2}-3n+12).}
Początkowe wartości tego ciągu dla {\displaystyle n=3,4,\dots } wynoszą: 1, 4, 11, 25, 50, 91, 154, 246 (ciąg  A006522 w OEIS).

## Długości przekątnych

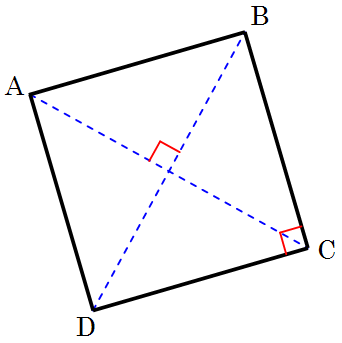
Przekątne kwadratu (AC i BD) przecinają się pod kątem prostym.

Przekątna prostokąta o bokach długości {\displaystyle a} i {\displaystyle b} ma długość
{\displaystyle d={\sqrt {a^{2}+b^{2}}}.}
Przekątna kwadratu o boku długości {\displaystyle a} ma długość
{\displaystyle d=a~{\sqrt {2}}.}
Długość dłuższej przekątnej sześciokąta foremnego o boku długości {\displaystyle a} wynosi
{\displaystyle d=2a.}
Długość krótszej przekątnej sześciokąta foremnego o boku długości {\displaystyle a} wynosi
{\displaystyle d=a~{\sqrt {3}}.}
Przekątna prostopadłościanu o krawędziach długości {\displaystyle a,} {\displaystyle b} i {\displaystyle c} ma długość
{\displaystyle d={\sqrt {a^{2}+b^{2}+c^{2}}}.}
Przekątna sześcianu o krawędzi długości {\displaystyle a} ma długość
{\displaystyle d=a~{\sqrt {3}}.}